# Chloebius immeritus
Chloebius immeritus — вид долгоносиков из подсемейства Entiminae.

## Описание
Жук длиной 3—3,5 мм. Лоб между глазами заметно шире продольного диаметра глаз. Тело в сплошном покрове из зелёных или жёлто-зелёных, слабо металлических отливающих чешуек и беловатых, довольно длинных щетинок, па ромежутках расположенных в один ряд.

## Экология
Живёт главным образом в подстилке.